# Teodorico VI di Kleve
Teodorico VI in tedesco Dietrich VI./VIII. (Kleve) (1256 circa – 4 ottobre 1305) fu conte di Kleve dal 1275 fino alla sua morte.

## Origine
Teodorico, secondo gli Annales Cliviae, Juliae, Montium, Marcae Westphalicae, Ravensbergae, era figlio del conte di Kleve Teodorico V e della moglie Alida di Heinsberg, che, sempre secondo gli Annales Cliviae, Juliae, Montium, Marcae Westphalicae, Ravensbergae, era figlia di Enrico I, signore di Heinsberg e della moglie, di cui non si conoscono né il nome né gli ascendenti.

Secondo il documento n°311 del Urkundenbuch für die Geschichte des Niederrheins, Volume 2 Teodorico V di Kleve era figlio del conte di Kleve Teodorico IV e della sua seconda moglie, Edvige di Meißen, che secondo la Genealogica Wettinensis era figlia del margravio di Meißen e vescovo di Merseburg Teodorico I e della moglie Jutta di Turingia, figlia del langravio Ermanno I di Turingia e di Sofia di Sommerschenburg.

## Biografia
Di Teodorico si hanno poche notizie, ma è documentato come conte di Kleve, tra il 1277 e il 1298.
Prima della morte del nonno, Teodorico IV, fu fidanzato con Margherita di Gheldria.
Suo padre, Teodorico V, morì nel 1275 e Teodorico gli succedette come Teodorico VI (Nos Theodericus comes Cliuensis), come risulta dal documento n°1 del Codex diplomaticus Neerlandicus, verzameling van oorkonden, Parte 1, datato 1277.
Il giovane conte di Kleve stabilì presto stretti contatti con il re dei Romani, Rodolfo I d'Asburgo (regno 1273-1291); nel 1279 Teodorico fu nominato consigliere reale.
Sempre nel 1279 Teodorico riconobbe un debito con il cognato, Reginaldo I, Conte di Gheldria, come risulta dal documento n°2 del Codex diplomaticus Neerlandicus, verzameling van oorkonden, Parte 1, datato 1279.
La politica di Teodorico fu pacifica, per lo più rimase fuori dai conflitti armati; nel conflitto per l'eredità del ducato di Limburgo riuscì a mantenersi neutrale, non prendendo parte alla battaglia di Worringen del 1288.
Teodorico ebbe buoni rapporti con la vicina Contea di Gheldria e mantenne stretti rapporti con il conte Fiorenzo V d'Olanda (regno 1263-1296).
In termini di politica territoriale Teodorico riuscì a conseguire importanti successi, per esempio l'acquisizione di Duisburg come dote nel 1290 e poi l'elevazione di Kranenburg a feudo imperiale.
Nel 1298 poté acquisire la terra di Linn, nel distretto di Düsseldorf, dal fratello minore Dietrich Luf II, carico di debiti. In quello stesso anno Teodorico venne citato in un documento (Diederich den greven van Cleve), il n°1011 del Urkundenbuch für die Geschichte des Niederrheins, Volume 2.
Teodorico ebbe anche un buon rapporto con il figlio di Rodolfo I, Alberto I d'Asburgo, anche lui re dei Romani (regnò dal 1298 al 1308).
Teodorico VI morì il 4 ottobre 1305 e fu sepolto nella chiesa del monastero di Bedburg.

A Teodorico succedette il figlio di primo letto, Ottone.

## Matrimoni e discendenza
Teodorico, prima del 1279 (in quanto in quella data Margherita era già moglie di Teodorico, come risulta dal documento n°2 del Codex diplomaticus Neerlandicus, verzameling van oorkonden, Parte 1, datato 1279 (Margarete uxoris nostre)), aveva sposato Margherita di Gheldria († probabilmente prima del 1287), come conferma il Kronijk van Arent toe Bocop, dando a Margherita erroneamente il nome di Agnese, figlia del conte di Gheldria e conte di Zutphen, Ottone II di Gheldria e della moglie, Filippa di Dammartin, che, secondo la Chronica Albrici Monachi Trium Fontium, era la figlia di Simone di Dammartin , conte d'Aumale e della moglie, Maria di Ponthieu, contessa del Ponthieu e di Montreuil; il contratto di matrimonio era stato stipulato quando Teodorico era ancora bambino, come ci conferma il documento n° 487 del Urkundenbuch für die Geschichte des Niederrheins, Volume 2, datato 1260.

Teodorico VI dalla moglie, Margherita di Gheldria, ebbe tre figli:
- Ottone (circa 1278 – 1311), conte di Kleve (1305–1311), come da documento n°96 del Urkundenbuch für die Geschichte des Niederrheins, Volume 3, datato 1310[8];
- Caterina († dopo il 1357), suora nel monastero di Graefenthal a Goch
- Adelaide († dopo il 7 novembre 1320), sposata con il conte regnante di Waldeck Enrico IV (1282/90; † 1348)

Dopo la morte della moglie Margherita di Gheldria Teodorico, nel 1290, a Erfurt, sposò Margherita d'Asburgo († probabilmente 1333), una parente dei re dei Romani Rodolfo I d'Asburgo e Alberto I d'Asburgo, come ci viene confermato anche dal documento n°594 del Urkundenbuch für die Geschichte des Niederrheins, Volume 2, datato 1291, figlia del conte di Kiburg (Margareten van Kiburch), come ci viene confermato anche dal documento n°1011 del Urkundenbuch für die Geschichte des Niederrheins, Volume 2, datato 1298; Margherita compare citata ancora nel documento (Margareta antiquior comitissa Clevensis) n°137 del Gedenkwaardigheden uit de geschiedenis van Gelderland.

Teodorico VI dalla moglie, Margherita d'Asburgo, ebbe otto figli:
- Teodorico (circa 1291 – 1347), conte di Kleve (1310–1347), come da documento n° 99 del Urkundenbuch für die Geschichte des Niederrheins, Volume 3, datato 1311[17];
- Margherita (circa 1292 – 1327), che sposò Enrico di Dampierre († 1337), conte di Lodi, figlio del Conte di Fiandra e Marchese di Namur, Guido di Dampierre, e della seconda moglie, Isabella di Lussemburgo[18];
- Giovanni (circa 1293 – 1368), conte di Kleve (1347–1368), come da documento n°590 del Urkundenbuch für die Geschichte des Niederrheins, Volume 3, datato 1359[19];
- Ermengarda († dopo il 1352), che fu la seconda moglie di Gerardo II signore di Hornes, come da documento n° 254 del Urkundenbuch für die Geschichte des Niederrheins, Volume 3, datato 1331[20];
- Agnese († dopo il 1361),che sposò il conte di Berg, Adolfo VI, come da contratto di nozze del 31 marzo 1312, documento n°113 dell'Urkundenbuch für die Geschichte des Niederrheins, Volume 3[21];
- Maria († 1347), suora nel monastero di Bedburg;
- Eberardo († dopo il 1312), citato nel documento n°113 dell'Urkundenbuch für die Geschichte des Niederrheins, Volume 3[21];
- Anna († 1378), che aveva sposato il conte Goffredo IV di Arnsberg, come da documento n°807 del'Urkundenbuch für die Geschichte des Niederrheins, Volume 3, datato 1331[22].

## Ascendenza
|                                |                                 |                                              | Genitori                         |  |  | Nonni |  |  | Bisnonni                      |  |  | Trisnonni                    |  |
|                                |                                 |                                              |                                  |  |  |       |  |  | Teodorico III, conte di Kleve |  |  | Teodorico II, conte di Kleve |  |
|                                |                                 |                                              |                                  |  |  |       |  |  | Teodorico III, conte di Kleve |  |  | Teodorico II, conte di Kleve |  |
|                                |                                 | Adelaide di Sulzbach                         |                                  |  |  |       |  |  | Teodorico III, conte di Kleve |  |  |                              |  |
| Teodorico IV, conte di Kleve   |                                 |                                              |                                  |  |  |       |  |  | Teodorico III, conte di Kleve |  |  |                              |  |
|                                |                                 | Teodorico III, conte di Kleve                | Fiorenzo III, conte d'Olanda     |  |  |       |  |  |                               |  |  |                              |  |
|                                |                                 | Teodorico III, conte di Kleve                | Fiorenzo III, conte d'Olanda     |  |  |       |  |  |                               |  |  |                              |  |
|                                |                                 | Teodorico III, conte di Kleve                | Ada di Scozia                    |  |  |       |  |  |                               |  |  |                              |  |
| Teodorico V, conte di Kleve    |                                 | Teodorico III, conte di Kleve                |                                  |  |  |       |  |  |                               |  |  |                              |  |
|                                |                                 | Teodorico I, margravio di Meißen             | Ottone II, margravio di Meißen   |  |  |       |  |  |                               |  |  |                              |  |
|                                |                                 | Teodorico I, margravio di Meißen             | Ottone II, margravio di Meißen   |  |  |       |  |  |                               |  |  |                              |  |
|                                |                                 | Teodorico I, margravio di Meißen             | Edvige di Brandeburgo            |  |  |       |  |  |                               |  |  |                              |  |
| Edvige di Meißen               |                                 | Teodorico I, margravio di Meißen             |                                  |  |  |       |  |  |                               |  |  |                              |  |
|                                |                                 | Jutta di Turingia                            | Ermanno I, langravio di Turingia |  |  |       |  |  |                               |  |  |                              |  |
|                                |                                 | Jutta di Turingia                            | Ermanno I, langravio di Turingia |  |  |       |  |  |                               |  |  |                              |  |
|                                |                                 | Jutta di Turingia                            | Sofia di Sommerschenburg         |  |  |       |  |  |                               |  |  |                              |  |
| Teodorico VI, conte di Kleve   |                                 | Jutta di Turingia                            |                                  |  |  |       |  |  |                               |  |  |                              |  |
|                                | Goffredo III, conte di Sponheim | Goffredo II, conte di Sponheim               |                                  |  |  |       |  |  |                               |  |  |                              |  |
|                                | Goffredo III, conte di Sponheim | Goffredo II, conte di Sponheim               |                                  |  |  |       |  |  |                               |  |  |                              |  |
|                                | Goffredo III, conte di Sponheim | Contessa di Veldenz                          |                                  |  |  |       |  |  |                               |  |  |                              |  |
| Enrico I, signore di Heinsberg | Goffredo III, conte di Sponheim |                                              |                                  |  |  |       |  |  |                               |  |  |                              |  |
|                                |                                 | Adelaide di Sayn                             | Enrico II, conte di Sayn         |  |  |       |  |  |                               |  |  |                              |  |
|                                |                                 | Adelaide di Sayn                             | Enrico II, conte di Sayn         |  |  |       |  |  |                               |  |  |                              |  |
|                                |                                 | Adelaide di Sayn                             | Agnese di Saffenburg             |  |  |       |  |  |                               |  |  |                              |  |
| Alida di Heinsberg             |                                 | Adelaide di Sayn                             |                                  |  |  |       |  |  |                               |  |  |                              |  |
|                                |                                 | Teodorico I, signore di Valkenburg-Heinsberg | Arnoldo II, conte di Kleve       |  |  |       |  |  |                               |  |  |                              |  |
|                                |                                 | Teodorico I, signore di Valkenburg-Heinsberg | Arnoldo II, conte di Kleve       |  |  |       |  |  |                               |  |  |                              |  |
|                                |                                 | Teodorico I, signore di Valkenburg-Heinsberg | Adelaide di Heinsberg            |  |  |       |  |  |                               |  |  |                              |  |
| Agnese di Valkenburg-Heinsberg |                                 | Teodorico I, signore di Valkenburg-Heinsberg |                                  |  |  |       |  |  |                               |  |  |                              |  |
|                                |                                 | Isabella di Limburgo                         | Enrico III, duca di Limburgo     |  |  |       |  |  |                               |  |  |                              |  |
|                                |                                 | Isabella di Limburgo                         | Enrico III, duca di Limburgo     |  |  |       |  |  |                               |  |  |                              |  |
|                                |                                 | Isabella di Limburgo                         | Sofia di Saarbrücken             |  |  |       |  |  |                               |  |  |                              |  |
|                                |                                 | Isabella di Limburgo                         |                                  |  |  |       |  |  |                               |  |  |                              |  |

### Letteratura storiografica
- (DE)  Biografia di Teodorico dal Portal Rheinische Geschichte.
- (FR)  Histoire généalogique de la maison royale de Dreux (Paris), Luxembourg.